# NGC 5711
NGC 5711 (również PGC 52376 lub UGC 9445) – galaktyka spiralna z poprzeczką (SBa), znajdująca się w gwiazdozbiorze Wolarza. Odkrył ją John Herschel 17 marca 1831 roku. Jest zaliczana do radiogalaktyk.